# Cornutiplusia daubii
Cornutiplusia daubii är en fjärilsart som beskrevs av Freyer. Cornutiplusia daubii ingår i släktet Cornutiplusia och familjen nattflyn. Inga underarter finns listade i Catalogue of Life.